# Йозефштадт
Йозефштадт (нім. Josefstadt) — восьмий район Відня, найменший район міста.
У Йозефштадті жили більшість мерів[джерело?] Відня. Крім того, колишній президент Австрії, Гайнц Фішер, живе тут, на Йозефштедтерштрассе (Josefstädterstraße). Через близькість району до Віденського університету тут також живе багато студентів.
За результатами муніципальних виборів 2005 року, головою району став представник зелених Геріберт Раджіян (Heribert Rahdjian). Це зробило Йозефштадт другим районом Відня після Нойбау, де на виборах коли-небудь перемагали зелені.
48°12′39″ пн. ш. 16°20′53″ сх. д. / 48.21083° пн. ш. 16.34806° сх. д.
| Австрія | Це незавершена стаття з географії Австрії. Ви можете допомогти проєкту, виправивши або дописавши її. |